# Казанка (Колыванский район)
Казанка (тат. Казан) — деревня в Колыванском районе Новосибирской области. Входит в состав Новотроицкого сельсовета.

## География
Площадь деревни — 27 гектаров.

## Население
| 2002 | 2007 | 2010 |
| ---- | ---- | ---- |
| 225  | ↘219 | ↘160 |

## Инфраструктура
В деревне по данным на 2007 год функционирует 1 учреждение здравоохранения.